# باشگاه فوتبال سوهام تاون رانجرز
باشگاه فوتبال سوهام تاون رانجرز (به انگلیسی: Soham Town Rangers Football Club) یک باشگاه فوتبال در شهر سوهام، کشور انگلستان است که در سال ۱۹۴۷ میلادی تأسیس شده‌است.